# ناحیه کورتیس، میشیگان
ناحیه کورتیس (به انگلیسی: Curtis Township) یک منطقهٔ مسکونی در ایالات متحده آمریکا است که در شهرستان آلکونا، میشیگان واقع شده‌است.
 ناحیه کورتیس  ۱٬۲۳۶ نفر جمعیت دارد و ۳۰۲ متر بالاتر از سطح دریا واقع شده‌است.